# Iota Capricorni
Iota Capricorni (ι Cap) ist ein Stern im Sternbild Steinbock. Er hat eine scheinbare Helligkeit von 4,3 mag und seine Entfernung beträgt ca. 197 Lichtjahre.
Der Stern bewegt sich für Beobachter auf der Erde mit einer Eigenbewegung von etwa 30 Millibogensekunden/Jahr über den Himmel. Bei seiner Entfernung entspricht dies einer Geschwindigkeit von etwa 9 km/s, während er sich zusätzlich mit einer Geschwindigkeit von 12 km/s von uns entfernt. Im Raum bewegt sich der Stern demnach mit einer Geschwindigkeit von etwa 15 km/s relativ zu unserer Sonne.
Es handelt sich bei Iota Capricorni um einen gelben Riesenstern mit reduziertem Eisengehalt von etwa 2,6-facher Masse, 11-fachem Durchmesser und 73-facher Leuchtkraft der Sonne. Seine Oberflächentemperatur liegt bei etwa 5080 K.
Der Stern ist ein Veränderlicher Stern vom Typ BY Draconis, seine Helligkeit schwankt geringfügig um bis zu 0,06 mag. Die Helligkeitsschwankungen werden bei diesen Veränderlichen durch Sternflecken auf ihrer rotierenden Oberfläche verursacht.

## Wissenschaftliche Untersuchung
In einer Untersuchung wurde für Iota Capricorni aus den Helligkeitsschwankungen über einen Zeitraum von 3 Jahren eine projizierte äquatoriale Rotationsgeschwindigkeit v·sin(i) von etwa 6 km/s und eine Rotationsperiode von 68 Tagen abgeleitet.
Bei einer Durchmusterung des gesamten Himmels mit dem Röntgen-Satelliten ROSAT konnte auch bei Iota Capricorni eine Emission von Röntgenstrahlung nachgewiesen werden. Auch das Magnetfeld an seiner Oberfläche konnte definitiv detektiert und seine Stärke zu etwa 0,8 mT bestimmt werden.